# Steve Moundou-Missi
Edmond Steve Moundou-Missi (Yaoundé, 7 aprile 1992) è un cestista camerunese.
É il fratello di Yves Missi, anch'egli cestista.

## Carriera
Con il Camerun ha disputato due edizioni dei Campionati africani (2013, 2015).